# EF2000 (игра)
EF2000 — компьютерная игра в жанре авиасимулятора, разработанная Digital Image Design и выпущенная Ocean Software для DOS в 1995 году. Игра получила дополнение EF2000 TACTOM в 1996 году и была переиздана как Super EF2000 в том же году, где получила поддержку Windows, и как EF2000 v2.0 в 1997 году.

## Восприятие
| Иноязычные издания | Иноязычные издания   |
| Издание            | Оценка               |
| ------------------ | -------------------- |
| CGW                | [ 1 ]                |
| CVG                | 93/100               |
| GameSpot           | 8,3/10 9,2/10 (v2.0) |

Игра получила положительные отзывы критиков.